# Pachacamac
Pachacamac (Spaans: Pachacámac; Quechua: Pacha Kamaq) is een bedevaartplaats in Peru, 20 kilometer ten zuiden van Lima. Het werd gebruikt om de plaatselijke goddelijke schepper met mensen te eren. 
Bestuurlijk is Pachacámac een stadsdistrict (distrito) van de provincie Lima in de gelijknamige regio van Peru en maakt daarmee deel uit van de metropool Lima Metropolitana. 
In de mythologie van de Inca's is Pachacamac ("Aarde-maker") de scheppersgod, die oorspronkelijk werd aanbeden door de Yunca's maar later door de Inca's werd geadopteerd. 